# Komych-Zoria
Komych-Zoria (ukrainien : Комиш-Зоря, russe : Камыш-Заря) est une commune urbaine du raïon de Polohy dan l' Oblast de Zaporijjia (de jure)
 Oblast de Zaporojie (de facto), en Ukraine. Elle compte 2 123 habitants en 2021.

## Transport
La ville se trouve sur l'autoroute H08 et possède une gare ferroviaire.